# 강화 부근리 고인돌군
강화 부근리 고인돌군(江華 富近里 고인돌群)은 인천광역시 강화군 하점면 부근리에 있는 고인돌 군이다. 1999년 4월 26일 인천광역시의 기념물 제44호로 지정되었다. 한국 청동기시대의 대표적 무덤양식인 고인돌은 지석묘, 돌멘(dolmen)이라고도 하며 북방식·남방식·개석식 등 3종으로 분류한다. 하점면 부근리의 고인돌군은 16기(基)의 북방식·남방식 고인돌이 고루 분포해 있다. 

## 개요
부근리 고인돌군은 사적 제137호로 지정된 강화부근리 지석묘 주변, 해발 50m 내외의 낮은 구릉과 평지에 모두 16기의 고인돌이 분포하고 있다. 평지에는 사적 제137호인 강화부근리 지석묘와 탁자식 고인돌의 고임돌로 추정되는 석재 하나가 세워져 있다. 여기서 북동쪽으로 약 300m 떨어진 솔밭에 덮개돌 밑에 고임돌이 없는 고인돌인 개석식 고인돌 3기가 축조되어 있으며, 사적 제137호의 동쪽 낮은 구릉에는 탁자식 4기와 개석식 고인돌 4기가 분포하고 있다.

## 같이 보기
- 강화 부근리 지석묘 - 사적 제137호
- 고인돌

## 참고 문헌
- 부근리고인돌군 - 국가유산청 국가유산포털